# سی‌بن (عباس‌آباد)
سی بن، روستایی است از توابع بخش مرکزی شهرستان عباس آباد در استان مازندران ایران.

## جمعیت
این روستا در دهستان لنگارود غربی قرار دارد و براساس سرشماری مرکز آمار ایران در سال ۱۳۹۵، جمعیت آن ۳۲۸ نفر (۹۶خانوار) بوده‌است. مردم سی بن از قومیت طبری هستند مردم سی بن به زبان طبری (مازندرانی) سخن می‌گویند.